# Valerio Da Pos
Valerio Da Pos (Canale d'Agordo, 13 maggio 1740 – 1822) è stato un poeta italiano.
Nacque a Carfon, oggi frazione di Canale d'Agordo, e vi trascorse quasi tutta la sua vita fatti salvi alcuni periodi a Venezia.
Scrittore spesso avversato dai contemporanei, fece parte dell'Accademia degli Anistamici di Belluno (primavera 1709), ebbe alcuni estimatori tra i suoi conterranei come Paolo Zannini, il prof. Fontana che pubblicherà, postumo, un libro di poesie inedite.

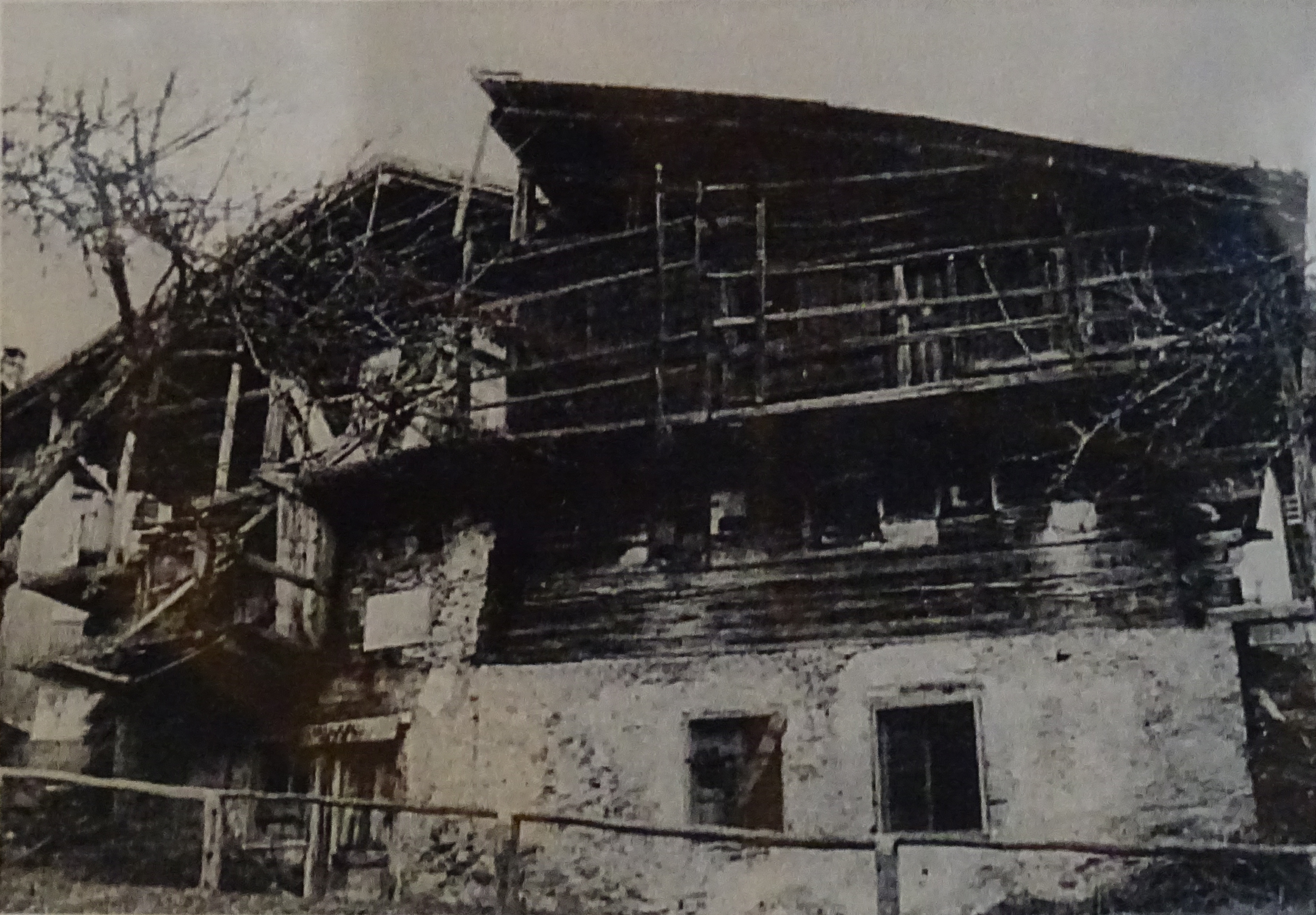
La casa natale di Valerio Da Pos a Carfon nel 1985, prima di essere demolita

Iniziato da giovane alla lettura e alla scrittura dal Primissario (sacerdote con alta dignità ecclesiastica) della parrocchia, sfruttò i periodi di permanenza a Venezia per acquistare numerosi libri, inizialmente commedie di Goldoni e altri recenti che certamente favorirono in lui una coscienza critica verso molti personaggi e modi di fare dell'epoca.
Come lui stesso ha fatto notare, i libri venivano comprati, letti e subito rivenduti per recuperare più denaro possibile, così da potersi permettere un nuovo libro il giorno successivo.
Morto il padre quando lui era ancora giovane, ritornò in famiglia ad aiutare la madre e lavorò come scrivano per il comune. Quando poi morì anche la madre, si occupò principalmente delle poche faccende di casa e si dedicò allo scrivere nel tempo libero.
Oltre a molti estimatori come il conte Giuseppe Urbano Pagani-Cesa, il vescovo Sebastiano Alcaini (verso il quale era costretto a mille ossequi in ogni occasione, "vizio" che il Da Pos sempre rifiutò), il conte Pietro Crotta, i fratelli Girolamo e Antonio Manzoni, ma particolarmente il dottor Paolo Zannini, poi ancora don Tommaso de Luca (che ebbe in dono tre volumi di copie dell'intera produzione di Valerio Da Pos, volumi donati in seguito dai discendenti alla biblioteca di Belluno e ivi conservati), ebbe comunque molti detrattori, tra cui un sacerdote che curiosò fra i suoi componimenti e il Da Pos, scopertolo, decise di bruciarli tutti.
Tra coloro che ne lessero e lodarono i versi, vi furono inoltre Vincenzo Monti e Giosuè Carducci.
Morì nel 1822 e fu sepolto nella chiesa di San Simon di Vallada Agordina, dove una lapide lo ricorda ai posteri.
| Lapide commemorativa | Epitaffio di Valerio Da Pos |

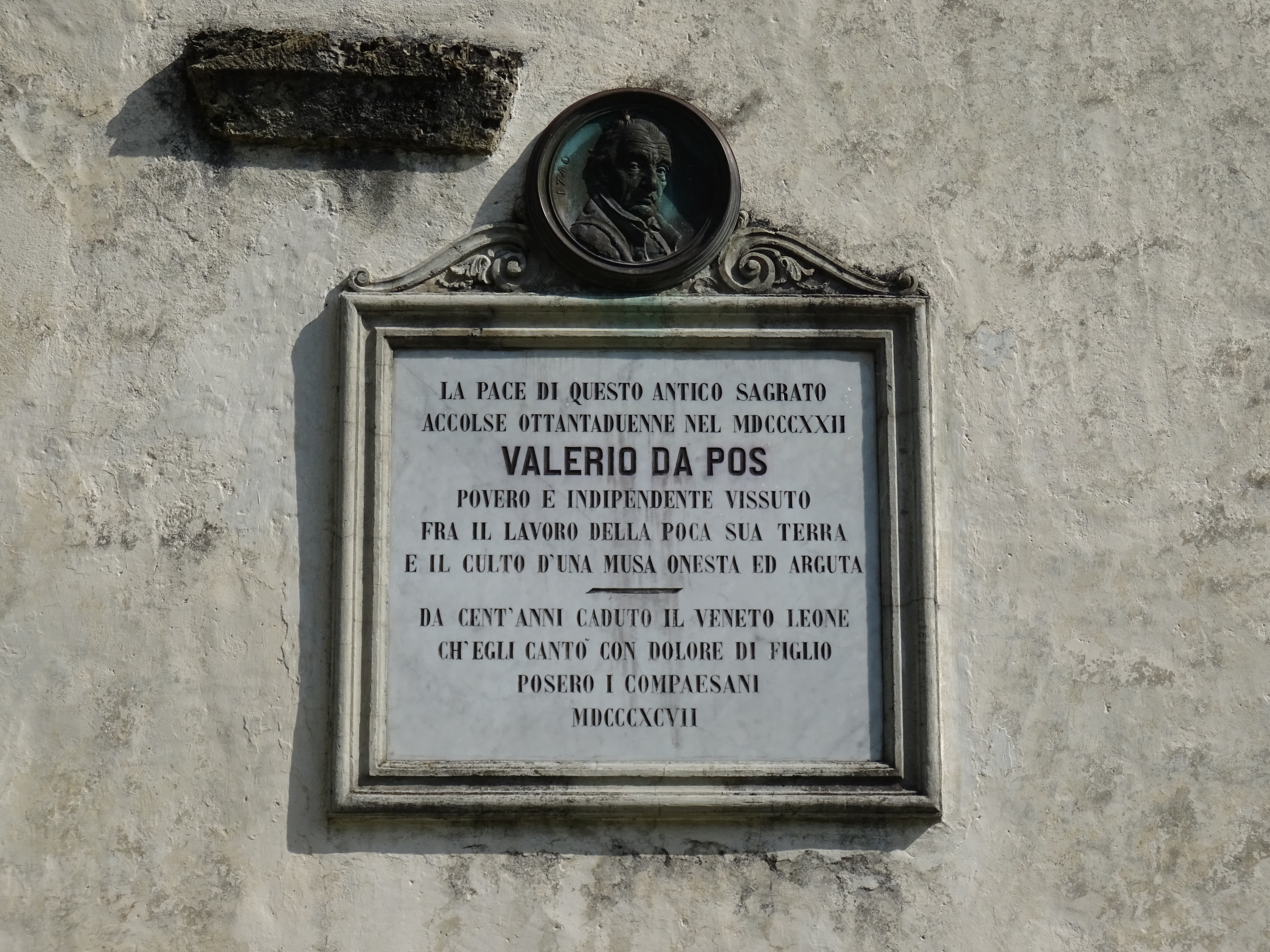
La targa affissa sulla chiesa di San Simon

| La pace di questo antico sagrato accolse ottantaduenne nel MDCCCXXII Valerio Da Pos povero e indipendente vissuto fra il lavoro della poca sua terra e il culto di una musa onesta e arguta Da 100 anni caduto il Veneto Leone ch'egli cantò con dolore di figlio posero i compaesani MDCCCXCVII | In questa fossa, in un casson di legno di Valerio Da Pos chiuse son l'ossa; uomo senza dottrina e senza ingegno e quanto dir si può di pasta grossa. Fortuna riguardollo ognor con sdegno; morte alfin lo trasse in questa fossa. Morì pieno di debiti e fallito; fu matto finché visse; ora è guarito. |

Rare sono state le pubblicazioni stampate in vita (una riscosse un modesto successo a pochi mesi dalla sua morte), l'opera più importante venne stampata nel 1898 (in occasione della posa della lapide tuttora visibile sulla parete della chiesa di S.Simon) dal prof. Vittorio Fontana e che riporta un'autobiografia dettata dal poeta all'amico Paolo Zannini (morto nel 1843).
Nel maggio del 2001 il volume del prof. Fontana è stato ristampato anastaticamente dalla Nuovi Sentieri editore.